# Trandum Kirke
Trandum Kirke ligger syd for Skive i Trandum Sogn, Holstebro Kommune (Viborg Stift).

## Bygning og inventar
Trandum Kirke er en rødstensbygning.
Alterets udsmykning er en kopi af den Kristus-figur, som Bertel Thorvaldsen har skabt til Vor Frue Kirke i København. Klokken stammer fra kirkens opførelse og er fremstillet i Skive.

## Historie
På det sted, hvor Trandum Kirke ligger, var der tidligere en gammel kirke, der givetvis var i romansk stil og opført omkring 1200, idet der er fundet rester af både granitkvadre og munkesten på stedet. Dette kan antyde, at koret og skibet kan have været opført først med kvaderstenene, mens et muret tårn nogle år senere er tilføjet bygningen. Kirken er omtalt på skrift i Ribe Oldemoder (1330-48), hvori beskrives afgifterne til ribebispen fra en række kirker i Vestjylland. Trandum Kirke hørte i en længere periode i middelalderen under Stubber Kloster. Dette kloster blev plyndret i flere omgange i de urolige tider i det 16. århundrede, og efter reformation kom klosteret med tilhørende kirker i kongemagtens besiddelse. Det blev efterfølgende givet i len til skiftende herremænd, heriblandt Iver Juel. Det blev dog Mogens Olufsen Munk, der i 1540'erne kom til at løbe af med en række bebyggelser i Trandum Sogn, heriblandt kirken. Iver Juel var imidlertid ikke til sinds at opgive kampen helt, og da han begyndte at tænke på et gravsted til sig selv, ville han have det i Sevel Kirke, der imidlertid var en ret uanselig bygning. Han fik derpå den tanke at rive denne bygning ned og på dette sted genopføre Trandum Kirke, der derfor også skulle rives ned. I 1554 fik han kongens tilladelse til at gennemføre projektet, hvorpå Trandum Kirke blev nedlagt. Der blev nogle rester tilbage fra den gamle kirke, som siden har været med til at bekræfte historierne.
I midten af det 19. århundrede opstod tankerne så småt om at opføre en ny kirke i Trandum, der på dette tidspunkt hørte under Sevel Sogn. En række af sognets beboere ansøgte i 1855 kongen om tilladelse til at bygge kirken med den begrundelse, at Sevel Kirke lå i den ene ende af sognet, hvortil der var ret langt for beboerne fra den modsatte ende, samt at der desuden boede ganske mange personer (1168) i sognet på dette tidspunkt. Imidlertid indgav biskoppen i Ribe en kommentar, der ikke støttede Trandum-beboernes ønske, og planerne måtte derfor opgives i første omgang. Det var dog en evig anstødssten for de lokale beboere, at den gamle kirkegård fortsat lå der og mindede dem om tidligere tiders kirke. Blandt andet har Jeppe Aakjær omtalt kirkegården i sine erindringer.
I 1881 blomstrede tanken op igen, og man påbegyndte en indsamling af midler i sognet. Skønt man allerede samme år indsendte en ny ansøgning, skulle der gå ti år, inden bevillingen blev givet sammen med et statstilskud til opførelsen. Grundstenen til den nye kirke blev lagt i juli 1891, og bygningen stod færdig i november, så den kunne indvies 13. december samme år. I begyndelsen var der dog visse mangler, og blandt andet lå kirken ret bart med en flad kirkegård omkring. Dette blev der rettet op på i de følgende år, ligesom der efterhånden blev anskaffet forskellige inventargenstande til kirken, såsom krucifiks og orgel i 1920'erne. Noget af inventaret fra den oprindelige kirke var bevaret og blev hentet til den nye kirke, heriblandt døbefont, et vievandskar og et par alterstager.
Kirken gennemgik en restaurering i 1979.